# Сміле (Вільненська сільська рада)
51°34′16″ пн. ш. 33°5′7″ сх. д. / 51.57111° пн. ш. 33.08528° сх. д.
Смі́ле — колишнє село в Україні, стара назва Смолин, підпорядковувалося Вільненській сільській раді Коропського району Чернігівської області.
Виключене з облікових даних рішенням Чернігівської обласної ради від 29 березня 2013 року, як таке, де ніхто не проживає.